# Bulbophyllum fayi
Bulbophyllum fayi là một loài phong lan thuộc chi Bulbophyllum.